# Day trading
Il day trading o trading infragiornaliero consiste nel comprare e vendere prodotti finanziari all'interno dello stesso giorno. Cioè tutte le posizioni saranno chiuse entro la chiusura della borsa.
Alcuni dei prodotti finanziari più trattati nel day trading sono azioni, stock option, valuta, futures. Questi ultimi possono essere equity index futures, futures sul tasso d'interesse, e commodity futures.
Per via della complessità e degli altissimi rischi, il day trading, così come lo scalping, sono tipicamente appannaggio solo di investitori professionisti e speculatori. Nonostante tutto, con l'avvento della finanza online, il day trading si è diffuso anche tra la gente comune.
Uno strumento essenziale del day trader - investiore giornaliero - è la leva finanziaria. Sfruttando leva è possibile estendere per n^ volte i movimenti delle Borse all’interno di una singola giornata, di modo da renderli più importanti
| Controllo di autorità | Thesaurus BNCF 39275 · LCCN (EN) sh99011019 · GND (DE) 4551044-1 · BNF (FR) cb14406820p (data) · J9U (EN, HE) 987007554097005171 · NDL (EN, JA) 01219651 |